# Zabrachia magnicornis
Zabrachia magnicornis är en tvåvingeart som beskrevs av Cresson 1919. Zabrachia magnicornis ingår i släktet Zabrachia och familjen vapenflugor. Inga underarter finns listade i Catalogue of Life.